# Бучиха (Вологодская область)
Бучиха — деревня в Бабушкинском районе Вологодской области.
Входит в состав Подболотное сельское поселение, с точки зрения административно-территориального деления — в Подболотный сельсовет.
Расстояние по автодороге до районного центра села имени Бабушкина составляет 109 км, до центра муниципального образования Кокшарки — 1 км. Ближайшие населённые пункты — Заборье, Дудкино, Ляменьга, Кокшарка, Скоково, Коршуниха, Суздалиха, Безгачиха, Сосновка.
Население по данным переписи 2002 года — 132 человека (71 мужчина, 61 женщина). Всё население — русские.